# Acquisition et interaction en langue étrangère
 (juillet 2014).
Acquisition et interaction en langue étrangère est une revue scientifique spécialisée dans les questions d'apprentissage des langues étrangères et maternelles : acquisition de la langue, bilinguisme, pidginisation... en utilisant les outils des sciences cognitives et de la linguistique.
Les articles sont publiés en français et sont accompagnés de résumés en français et en anglais.
La revue est disponible sur le portail Revues.org, avec un délai de restriction de 2 ans entre l'édition papier  (ISSN 1243-969X) et l'édition électronique  (ISSN 1778-7432).